# Филиппинский висячий попугайчик
Филиппинский висячий попугайчик (лат. Loriculus philippensis) — птица отряда попугаеобразных.

## Внешний вид
Окраска оперения в зелёных, красных и золотисто-жёлтых тонах, на затылке имеется пятно золотисто-жёлтого цвета. Лоб красный, щёки голубые, у самца на горле красное пятно. Клюв красный.

## Распространение
Обитает на Филиппинских островах.

## Классификация
Вид включает 9 подвидов:
- Loriculus philippensis philippensis (Statius Muller, 1776) — обитает на островах Лусон, Polillo, Marinduque, Катандуанес и Banton.
- Loriculus philippensis mindorensis Steere, 1890 — эндемик острова Миндоро.
- Loriculus philippensis bournsi McGregor, 1905 — обитает на островах Tablas, Romblon и Sibuyan.
- Loriculus philippensis regulus Souance, 1856 — обитает на островах Guimaras и Негрос.
- Loriculus philippensis chrysonotus P. L. Sclater, 1872 — вероятно вымер.
- Loriculus philippensis worcesteri Steere, 1890 — обитает на островах Самар, Лейте и Бохоль.
- Loriculus philippensis siquijorensis Steere, 1890 — эндемик острова Siquijor (вероятно вымер).
- Loriculus philippensis apicalis Souance, 1856 — обитает на островах Минданао, Dinagat и Bazol.
- Loriculus philippensis dohertyi Hartert, 1906 — эндемик острова Basilan.